# Hypognathini
Hypognathini è una tribù appartenente alla famiglia Araneidae dell'ordine Araneae della classe Arachnida.
Il nome deriva dal greco ὐπό, ypò, cioè sotto, di sotto, inferiore, e γνὰθος, gnàthos, cioè mascella, perché questi ragni hanno i cheliceri posti inferiormente; in aggiunta il suffisso -ini che designa l'appartenenza ad una tribù.

## Tassonomia
Al 2007, si compone di un genere:
- Hypognatha Guerin, 1839